# Ashley Noffke
Ashley Allan Noffke (ur. 30 kwietnia 1977 w Nambour), australijski krykiecista, praworęczny rzucający w stylu medium pace ale także dobry batsman, członek Queensland Bulls, dwukrotny reprezentant Australii (luty 2008). Grał także w lidze angielskiej w drużynach Durham, Middlesex i Gloucestershire.